# Simon Sluga
Simon Sluga, född 17 mars 1993 i Poreč i Kroatien, är en fotbollsmålvakt som spelar för bulgariska Ludogorets Razgrad.

## Klubbkarriär
Den 19 juli 2019 värvades Sluga av engelska Championship-klubben Luton Town, där han skrev på ett treårskontrakt. Sluga debuterade den 2 augusti 2019 i en 3–3-match mot Middlesbrough.
Den 31 januari 2022 värvades Sluga av bulgariska Ludogorets Razgrad.

## Landslagskarriär
Sluga debuterade för Kroatiens landslag den 11 juni 2019 i en 2–1-förlust mot Tunisien.